# Tahiti a 2011-es úszó-világbajnokságon
Tahiti a 2011-es úszó-világbajnokságon három úszóval vett részt.

## Hosszútávúszás
Férfi
| Versenyző      | Esemény                            | Döntő     | Döntő    |
| Versenyző      | Esemény                            | Idő       | Helyezés |
| -------------- | ---------------------------------- | --------- | -------- |
| Heimanu Sichan | Férfi 5 kilométeres hosszútávúszás | 1:08:55.6 | 47       |

## Úszás
Férfi
| Versenyző      | Esemény                      | Selejtező | Selejtező | Elődöntő          | Elődöntő          | Döntő             | Döntő             |
| Versenyző      | Esemény                      | Idő       | Helyezés  | Idő               | Helyezés          | Idő               | Helyezés          |
| -------------- | ---------------------------- | --------- | --------- | ----------------- | ----------------- | ----------------- | ----------------- |
| Anthony Clark  | Férfi 50 méteres gyorsúszás  | 24.15     | 49        | Nem jutott tovább | Nem jutott tovább | Nem jutott tovább | Nem jutott tovább |
| Anthony Clark  | Férfi 100 méteres gyorsúszás | 54.51     | 72        | Nem jutott tovább | Nem jutott tovább | Nem jutott tovább | Nem jutott tovább |
| Heimanu Sichan | Férfi 400 méteres gyorsúszás | 4:21.24   | 46        |                   |                   | Nem jutott tovább | Nem jutott tovább |
| Heimanu Sichan | Férfi 800 méteres gyorsúszás | 9:00.87   | 51        |                   |                   | Nem jutott tovább | Nem jutott tovább |

Női
| Versenyző      | Esemény                      | Selejtező | Selejtező | Elődöntő          | Elődöntő          | Döntő             | Döntő             |
| Versenyző      | Esemény                      | Idő       | Helyezés  | Idő               | Helyezés          | Idő               | Helyezés          |
| -------------- | ---------------------------- | --------- | --------- | ----------------- | ----------------- | ----------------- | ----------------- |
| Kukeilani Snow | Női 100 méteres gyorsúszás   | 1:05.99   | 66        | Nem jutott tovább | Nem jutott tovább | Nem jutott tovább | Nem jutott tovább |
| Kukeilani Snow | Női 50 méteres pillangóúszás | 32.27     | 44        | Nem jutott tovább | Nem jutott tovább | Nem jutott tovább | Nem jutott tovább |